# Lista de singles número um na Billboard Global 200 em 2022

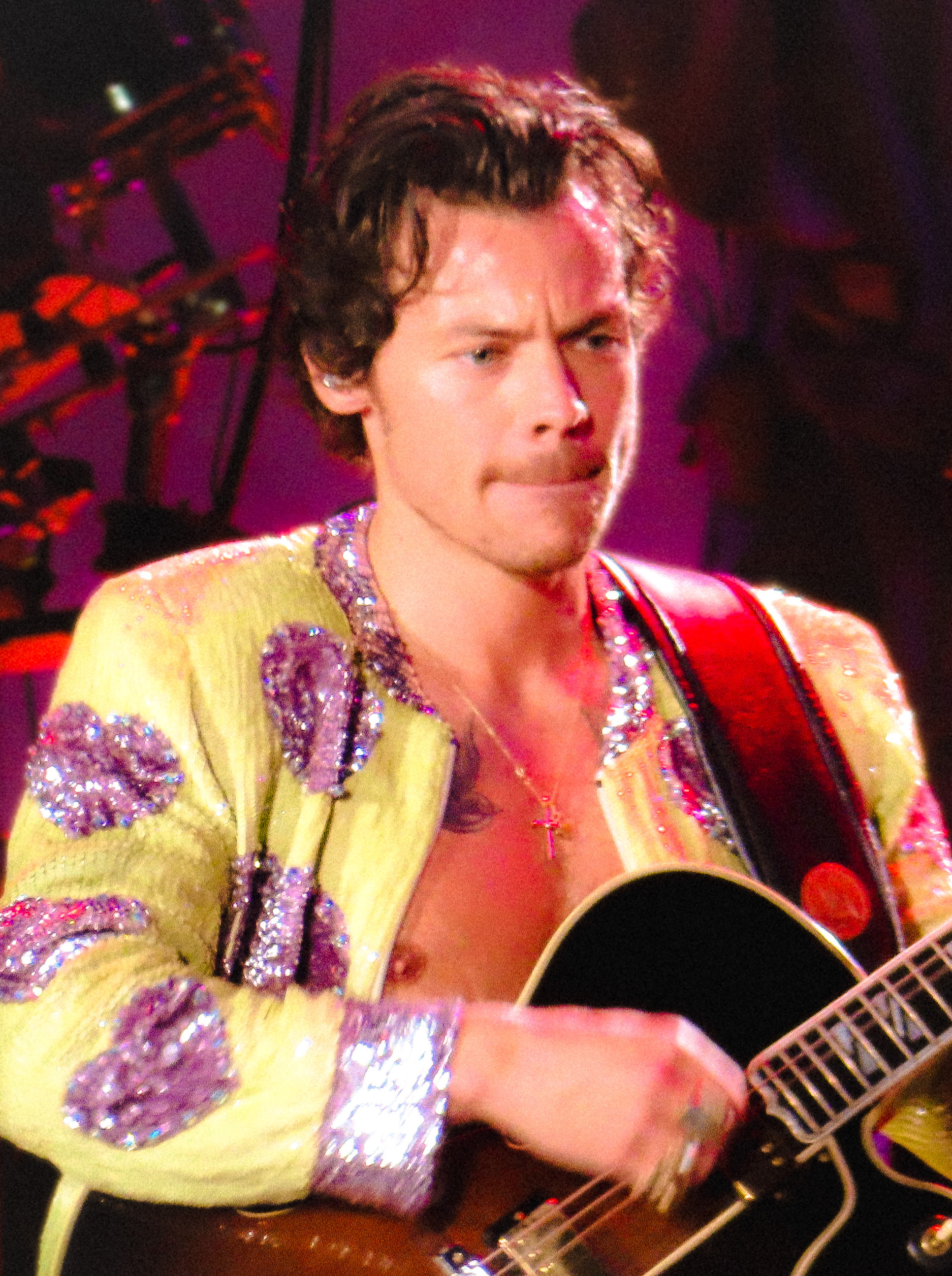
"As It Was" de Harry Styles liderou a Global 200 por 15 semanas e a Global Excl. US por 13 semanas.

Esta é uma lista de singles número um na Billboard Global 200 em 2022. A Global 200 é uma parada musical que classifica as canções com melhor desempenho globalmente. Seus dados, publicados pela revista Billboard e compilados pela MRC Data, são baseados em vendas digitais e streaming online de mais de 200 territórios em todo o mundo. Outra parada semelhante é a Billboard Global Excl. US, que segue a mesma fórmula, exceto que abrange todos os territórios, excluindo os EUA.
Na Global 200, onze singles alcançaram o número um em 2022. Dezenove artistas alcançaram o topo da parada, com dezesseis—Gayle, Carolina Gaitán, Mauro Castillo, Adassa, Rhenzy Feliz, Diane Guerrero, Stephanie Beatriz, Glass Animals, Harry Styles, Kate Bush, Bizarrap, Quevedo, Blackpink, Sam Smith, Kim Petras e 21 Savage—conquistando seu primeiro single número um. Blackpink colocou dois singles no número um, o único ato com mais canções no topo da parada em 2022. Harry Styles passou mais semanas no primeiro lugar com 15 semanas não consecutivas no topo por seu single "As It Was", que se tornou a canção número um mais longa na história da parada.
Na Global Excl. US, onze singles alcançaram o primeiro lugar em 2022. Quatorze artistas alcançaram o topo da parada, com nove—Gayle, Glass Animals, Anitta, Harry Styles, Kate Bush, Bizarrap, Quevedo, Sam Smith e Kim Petras—conquistando seu primeiro single número. Blackpink colocou dois singles no número um, o único ato com mais canções no topo da parada em 2022. Harry Styles passou mais semanas no primeiro lugar com 13 semanas não consecutivas no topo por seu single "As It Was", que se tornou a canção número um mais longa na história da parada.

## Histórico
| † | Indica a canção com melhor desempenho na Global 200 em 2022      |
| ‡ | Indica a canção com melhor desempenho na Global Excl. US em 2022 |

| Data            | Billboard Global 200                     | Billboard Global 200                                                                                         | Billboard Global Excl. US                 | Billboard Global Excl. US | Ref.   |
| Data            | Canção                                   | Artista(s)                                                                                                   | Canção                                    | Artista(s)                | Ref.   |
| --------------- | ---------------------------------------- | --- | ----------------------------------------- | ------------------------- | ------ |
| 1 de janeiro    | "All I Want for Christmas Is You"        | Mariah Carey                                                                                                 | "All I Want for Christmas Is You"         | Mariah Carey              | [ 3 ]  |
| 8 de janeiro    | "All I Want for Christmas Is You"        | Mariah Carey                                                                                                 | "All I Want for Christmas Is You"         | Mariah Carey              | [ 4 ]  |
| 15 de janeiro   | "ABCDEFU"                                | Gayle | "ABCDEFU"                                 | Gayle                     | [ 5 ]  |
| 22 de janeiro   | "ABCDEFU"                                | Gayle | "ABCDEFU"                                 | Gayle                     | [ 6 ]  |
| 29 de janeiro   | "ABCDEFU"                                | Gayle | "ABCDEFU"                                 | Gayle                     | [ 7 ]  |
| 5 de fevereiro  | "ABCDEFU"                                | Gayle | "ABCDEFU"                                 | Gayle                     | [ 8 ]  |
| 12 de fevereiro | "We Don't Talk About Bruno"              | Carolina Gaitán, Mauro Castillo, Adassa, Rhenzy Feliz, Diane Guerrero, Stephanie Beatriz e elenco de Encanto | "ABCDEFU"                                 | Gayle                     | [ 9 ]  |
| 19 de fevereiro | "We Don't Talk About Bruno"              | Carolina Gaitán, Mauro Castillo, Adassa, Rhenzy Feliz, Diane Guerrero, Stephanie Beatriz e elenco de Encanto | "ABCDEFU"                                 | Gayle                     | [ 10 ] |
| 26 de fevereiro | "We Don't Talk About Bruno"              | Carolina Gaitán, Mauro Castillo, Adassa, Rhenzy Feliz, Diane Guerrero, Stephanie Beatriz e elenco de Encanto | "ABCDEFU"                                 | Gayle                     | [ 11 ] |
| 5 de março      | "Heat Waves"                             | Glass Animals                                                                                                | "ABCDEFU"                                 | Gayle                     | [ 12 ] |
| 12 de março     | "Heat Waves"                             | Glass Animals                                                                                                | "ABCDEFU"                                 | Gayle                     | [ 13 ] |
| 19 de março     | "Heat Waves"                             | Glass Animals                                                                                                | "Heat Waves"                              | Glass Animals             | [ 14 ] |
| 26 de março     | "Heat Waves"                             | Glass Animals                                                                                                | "Heat Waves"                              | Glass Animals             | [ 15 ] |
| 2 de abril      | "Heat Waves"                             | Glass Animals                                                                                                | "Heat Waves"                              | Glass Animals             | [ 16 ] |
| 9 de abril      | "Heat Waves"                             | Glass Animals                                                                                                | "Envolver"                                | Anitta                    | [ 17 ] |
| 16 de abril     | "As It Was" †                            | Harry Styles                                                                                                 | "As It Was" ‡                             | Harry Styles              | [ 18 ] |
| 23 de abril     | "As It Was" †                            | Harry Styles                                                                                                 | "As It Was" ‡                             | Harry Styles              | [ 19 ] |
| 30 de abril     | "As It Was" †                            | Harry Styles                                                                                                 | "As It Was" ‡                             | Harry Styles              | [ 20 ] |
| 7 de maio       | "As It Was" †                            | Harry Styles                                                                                                 | "As It Was" ‡                             | Harry Styles              | [ 21 ] |
| 14 de maio      | "As It Was" †                            | Harry Styles                                                                                                 | "As It Was" ‡                             | Harry Styles              | [ 22 ] |
| 21 de maio      | "As It Was" †                            | Harry Styles                                                                                                 | "As It Was" ‡                             | Harry Styles              | [ 23 ] |
| 28 de maio      | "As It Was" †                            | Harry Styles                                                                                                 | "As It Was" ‡                             | Harry Styles              | [ 24 ] |
| 4 de junho      | "As It Was" †                            | Harry Styles                                                                                                 | "As It Was" ‡                             | Harry Styles              | [ 25 ] |
| 11 de junho     | "As It Was" †                            | Harry Styles                                                                                                 | "As It Was" ‡                             | Harry Styles              | [ 26 ] |
| 18 de junho     | "Running Up That Hill (A Deal With God)" | Kate Bush | "As It Was" ‡                             | Harry Styles              | [ 27 ] |
| 25 de junho     | "As It Was" †                            | Harry Styles                                                                                                 | "Yet to Come (The Most Beautiful Moment)" | BTS                       | [ 28 ] |
| 2 de julho      | "As It Was" †                            | Harry Styles                                                                                                 | "As It Was" ‡                             | Harry Styles              | [ 29 ] |
| 9 de julho      | "As It Was" †                            | Harry Styles                                                                                                 | "As It Was" ‡                             | Harry Styles              | [ 30 ] |
| 16 de julho     | "Running Up That Hill (A Deal With God)" | Kate Bush | "Running Up That Hill (A Deal With God)"  | Kate Bush                 | [ 31 ] |
| 23 de julho     | "Running Up That Hill (A Deal With God)" | Kate Bush | "As It Was" ‡                             | Harry Styles              | [ 32 ] |
| 30 de julho     | "Bzrp Music Sessions, Vol. 52"           | Bizarrap e Quevedo                                                                                           | "Bzrp Music Sessions, Vol. 52"            | Bizarrap e Quevedo        | [ 33 ] |
| 6 de agosto     | "Bzrp Music Sessions, Vol. 52"           | Bizarrap e Quevedo                                                                                           | "Bzrp Music Sessions, Vol. 52"            | Bizarrap e Quevedo        | [ 34 ] |
| 13 de agosto    | "Bzrp Music Sessions, Vol. 52"           | Bizarrap e Quevedo                                                                                           | "Bzrp Music Sessions, Vol. 52"            | Bizarrap e Quevedo        | [ 35 ] |
| 20 de agosto    | "As It Was" †                            | Harry Styles                                                                                                 | "Bzrp Music Sessions, Vol. 52"            | Bizarrap e Quevedo        | [ 36 ] |
| 27 de agosto    | "Bzrp Music Sessions, Vol. 52"           | Bizarrap e Quevedo                                                                                           | "Bzrp Music Sessions, Vol. 52"            | Bizarrap e Quevedo        | [ 37 ] |
| 3 de setembro   | "Pink Venom"                             | Blackpink | "Pink Venom"                              | Blackpink                 | [ 38 ] |
| 10 de setembro  | "Pink Venom"                             | Blackpink | "Pink Venom"                              | Blackpink                 | [ 39 ] |
| 17 de setembro  | "As It Was" †                            | Harry Styles                                                                                                 | "Pink Venom"                              | Blackpink                 | [ 40 ] |
| 24 de setembro  | "As It Was" †                            | Harry Styles                                                                                                 | "Bzrp Music Sessions, Vol. 52"            | Bizarrap e Quevedo        | [ 41 ] |
| 1 de outubro    | "Shut Down"                              | Blackpink | "Shut Down"                               | Blackpink                 | [ 42 ] |
| 8 de outubro    | "Unholy"                                 | Sam Smith e Kim Petras                                                                                       | "Unholy"                                  | Sam Smith e Kim Petras    | [ 43 ] |
| 15 de outubro   | "Unholy"                                 | Sam Smith e Kim Petras                                                                                       | "Unholy"                                  | Sam Smith e Kim Petras    | [ 44 ] |
| 22 de outubro   | "Unholy"                                 | Sam Smith e Kim Petras                                                                                       | "Unholy"                                  | Sam Smith e Kim Petras    | [ 45 ] |
| 29 de outubro   | "Unholy"                                 | Sam Smith e Kim Petras                                                                                       | "Unholy"                                  | Sam Smith e Kim Petras    | [ 46 ] |
| 5 de novembro   | "Anti-Hero"                              | Taylor Swift                                                                                                 | "Anti-Hero"                               | Taylor Swift              | [ 47 ] |
| 12 de novembro  | "Anti-Hero"                              | Taylor Swift                                                                                                 | "Anti-Hero"                               | Taylor Swift              | [ 48 ] |
| 19 de novembro  | "Rich Flex"                              | Drake e 21 Savage                                                                                            | "Unholy"                                  | Sam Smith e Kim Petras    | [ 49 ] |
| 26 de novembro  | "Anti-Hero"                              | Taylor Swift                                                                                                 | "Unholy"                                  | Sam Smith e Kim Petras    | [ 50 ] |
| 3 de dezembro   | "Anti-Hero"                              | Taylor Swift                                                                                                 | "Unholy"                                  | Sam Smith e Kim Petras    | [ 51 ] |
| 10 de dezembro  | "All I Want for Christmas Is You"        | Mariah Carey                                                                                                 | "Unholy"                                  | Sam Smith e Kim Petras    | [ 52 ] |
| 17 de dezembro  | "All I Want for Christmas Is You"        | Mariah Carey                                                                                                 | "All I Want for Christmas Is You"         | Mariah Carey              | [ 53 ] |
| 24 de dezembro  | "All I Want for Christmas Is You"        | Mariah Carey                                                                                                 | "All I Want for Christmas Is You"         | Mariah Carey              | [ 54 ] |
| 31 de dezembro  | "All I Want for Christmas Is You"        | Mariah Carey                                                                                                 | "All I Want for Christmas Is You"         | Mariah Carey              | [ 55 ] |